# Alcazar-Stadion
Das Alcazar-Stadion (griechisch Στάδιο Αλκαζάρ) ist ein Fußballstadion mit Leichtathletikanlage in der griechischen Stadt Larisa. Die Anlage befindet sich nördlich des Stadtzentrums und ist ein Teil des Nationalen Sportzentrums von Larisa (Ethniko Athlitiko Kentro Larisas), kurz EAK. Der Name entstand aus dem Volksmund, um das Stadion mit den gleichnamigen Festungen in Spanien zu vergleichen.

## Geschichte
Das Alcazar-Stadion wurde 1965 errichtet und diente dem Verein AE Larisa bis ins Jahr 2010 und von 2013 bis 2015 als Heimspielstätte. Das in öffentlicher Hand befindliche Sportstätte wurde zuletzt im Sommer 2004 anlässlich des Wiederaufstiegs des Vereins renoviert. Im Rahmen dieser Arbeiten wurden alle Stehplätze in Sitzplätze umgewandelt und somit das Fassungsvermögen von ehemals 18.000 Plätzen auf etwa 13.000 reduziert. Des Weiteren wurde eine neue Flutlichtanlage installiert, die Innenräume renoviert sowie die Haupttribüne überdacht. Die Spielfeldmaße des Stadions betragen 105 × 68 Meter.
Nach dem Umzug der ersten Mannschaft in die AEL FC Arena nutzt die U20 von AE Larisa das Stadion als Spielstätte. Die Saison 2020/21 bestreitet AE Larisa nach einigen Jahren wieder im Alcazar-Stadion. Hierfür wurde ein neuer Rasen verlegt. Zusätzlich ist geplant, die Tartanbahn zu erneuern.

## Statistisches
- Zuschauerrekord: 18.500 beim Spiel AEL – Panathinaikos (27. Dezember 1987)
- Aktuelles Fassungsvermögen: 13.108 (ausschließlich Sitzplätze)